# Brahmina bengalensis
Brahmina bengalensis är en skalbaggsart som beskrevs av Nonfried 1891. Brahmina bengalensis ingår i släktet Brahmina och familjen Melolonthidae. Inga underarter finns listade.